# 9551 Kazi
9551 Kazi è un asteroide areosecante. Scoperto nel 1985, presenta un'orbita caratterizzata da un semiasse maggiore pari a 2,6287316 UA e da un'eccentricità di 0,4223929, inclinata di 8,89670° rispetto all'eclittica.